# Carta de una mujer desconocida
Carta de una mujer desconocida (Yi ge mo sheng nu ren de lai xin) es una película china dirigida por Xu Jinglei en 2004, y protagonizada Xu Jinglei, Osamu Kubota y Lin Hai
La directora y guionista Xu JingLei que es además la actriz protagonista, ganó la Concha de Plata del Festival de San Sebastián 2004. En 1948 Max Ophüls había llevado a la gran pantalla su adaptación de la novela de Stefan Zweig con Joan Fontaine y Louis Jourdan, una de las más grandes historias de amor del cine.

## Sinopsis
Pekín, 1948. En una cruda noche de invierno de una ciudad devastada por la guerra, un hombre se dirige a su casa donde encuentra una carta sin remitente en la que una mujer revela su gran amor hacia él. Mientras el hombre va leyendo, la mujer le explica cómo fue su vida. Le cuenta la gran pasión que sintió y que ha durado toda una vida y que ni el tiempo ni la distancia han logrado deteriorar. Un amor que él nunca quiso ver, nunca supo que existió y que ahora no logra recordar. Le recuerda su breve aunque apasionado romance de juventud y el fruto de esa corta relación: un hijo. Lo duro que ha sido para ella criar sola al niño y peor aún, su último encuentro después de la guerra, cuando él no la reconoció y la sumió en la desesperanza. Sin fuerzas para vivir tras la pérdida de su hijo, su único vínculo con el hombre que amaba, se ha decidido a escribirle una última carta contándole toda la verdad. Conmovido por lo que lee y a la vez intrigado por la desconocida a la que no logra poner nombre ni rostro, se sumerge en sus recuerdos para tratar de encontrarla.